# کوندامین، ان
کوندامین، ان (به فرانسوی: Condamine) یک کمون در فرانسه است که در Canton of Brénod واقع شده‌است.

## خصوصیات
کوندامین ۴٫۶۴ کیلومترمربع مساحت و ۳۸۸ نفر جمعیت دارد و ۵۵۰ متر بالاتر از سطح دریا واقع شده‌است.